# Kukačka smaragdová
Kukačka smaragdová (Chrysococcyx maculatus) je druh kukačky obývající husté lesy Orientální oblasti. Samec je převážně smaragdově zelený s bílo-bronzovým pruhováním spodiny, samice má rezavou korunku a šíji, bílo-bronzově pruhovanou spodinu a smaragdová křídla. 

## Systematika
Druh popsal již německý přírodovědec Johann Friedrich Gmelin v roce 1788. Jedná se o monotypický taxon, tzn. nejsou uznávány žádné poddruhy. Druhové jméno maculatus pochází z latiny, ve které znamená „skvrnitý“. Podle molekulárních dat je nejbližším příbuzným této kukačky smaragdové kukačka ametystová (Chrysococcyx xanthorhynchus).

## Výskyt
Jedná se o kukačku Orientální oblasti, kde se vyskytuje od Himálájí po jihovýchodní Čínu a na jih přes Zadní Indii a Malajský poloostrov, Sumatru a Šrí Lanku. Stanoviště druhu tvoří husté stálezelené původní pralesy, avšak vyskytuje se i v sekundárním lese. V Nepálu vystupuje až do 2500 m n. m. Jedná se o tažný druh a např. v severní Indii se vyskytuje hlavně v létě. V některých oblastech se zdržuje po celý rok.

## Popis

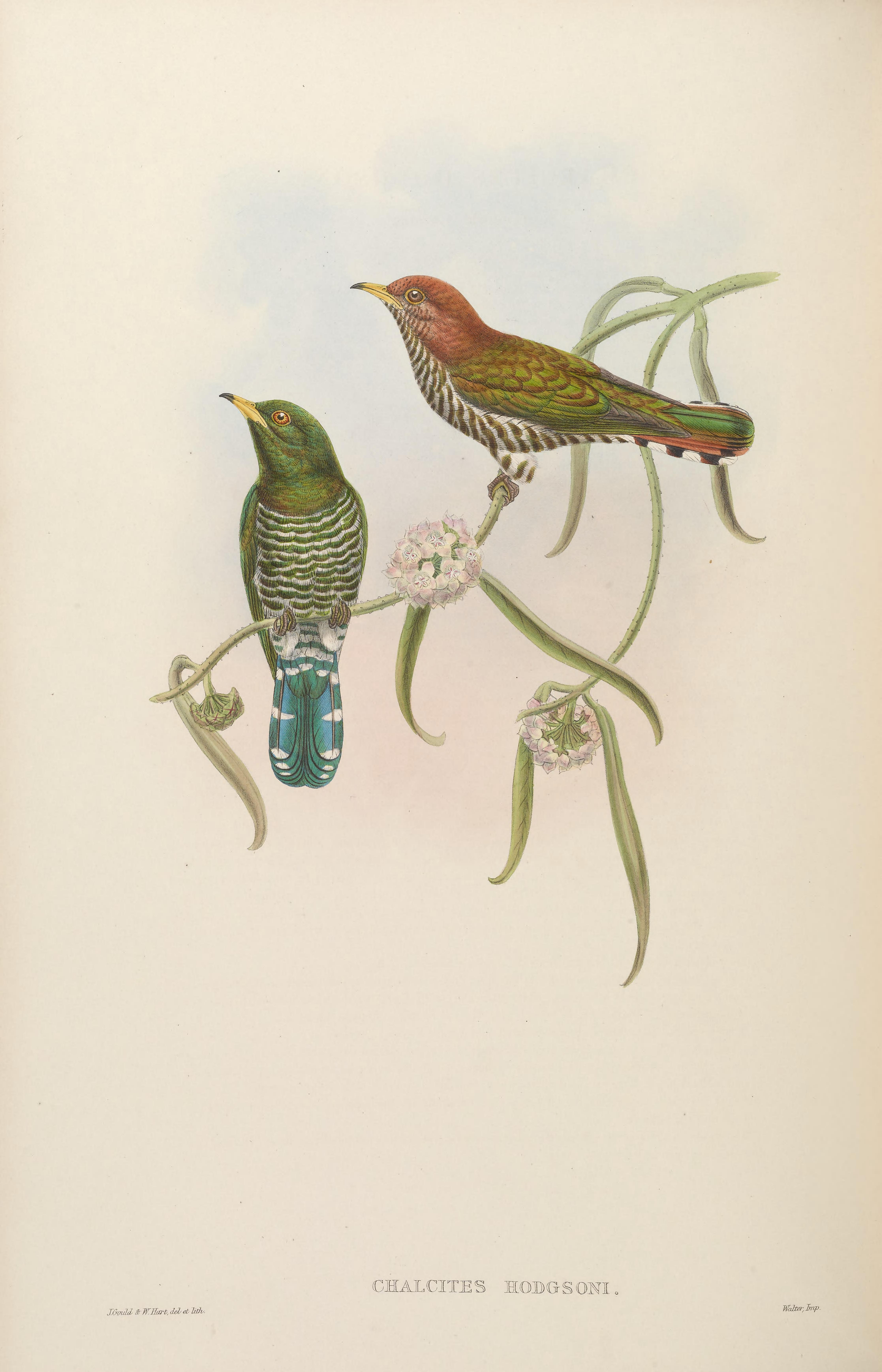
Ilustrace samce (vlevo) a samice (John Gould, ilustrace z 2. poloviny 19. století)

Jedná se o malý druh kukačky dorůstající do délky pouhých 18 cm.Tenký oční kroužek je naoranžovělý, zobák je žlutooranžový s černou špičkou. Nohy jsou olivově zelené, drápy černé. Samec i samice vypadají jinak, níže je popsáno každé pohlavní zvlášť.
Samec má hlavu, krk a svrchní část těla kovově zelenou s bronzovým odleskem. Letky jsou černé s modrými konci, zespoda jsou však zakončeny bíle. Od hrdla po horní část hrudi je opeření taktéž kovově zelené s bronzovým odleskem, zbytek spodní části těla je příčně pruhován bílou a bronzovou. Spodní krovky ocasní jsou smaragdově zelené s bílými skvrnami. Duhovky samce jsou sytě červené až červenohnědé. Samice má vrchol hlavy a šíji rezavou s nevýrazným tmavým proužkováním, svrchní část těla je jinak bronzově zelená. Spodní část těla je proužkována bílou a bronzově zelenou. Duhovky samice jsou hnědé.

## Biologie
Většinou se vyskytuje v korunách vysokých stromů, avšak po příletu z jarní migrace ji lze zahlédnout, jak poletuje i v nižších patrech. Let je rychlý a přímý. Kukačka smaragdová se vyznačuje rychlým aktivním pohybem, kdy permanentně přeletuje z větve na větev, přičemž chytá potravu. Živí se hmyzem včetně mravenců, cikád a housenek, nepohrdne ani pavouky.

### Hnízdění
Jedná se o hnízdního parazita. K jejím hostům potvrzeně patří strdimil karmínovoprsý (Aethopyga siparaja), strdimil rudohřbetý (Aethopyga gouldiae) nebo strdimil bělavohrdlý (Arachnothera longirostra). V Indii doba hnízdění nastává od dubna do konce července. Ptáčata kukačky patrně vytlačí mláďata hosta z hnízda.

## Ohrožení a početnost
Mezinárodní svaz ochrany přírody (IUCN) považuje kukačku smaragdovou za málo dotčený druh se stabilní populací. Populace je patrně na ústupu vlivem úbytku přirozených stanovišť. I přes velký areál výskytu kukačka není nikterak hojná a bývá popisována jako vzácná.